# Erebochlora semifumata
Erebochlora semifumata là một loài bướm đêm trong họ Geometridae.